# Église Sainte-Geneviève de Pressagny-le-Val
Pour les articles homonymes, voir Église Sainte-Geneviève.
L'église Sainte-Geneviève est un monument de la commune de Notre-Dame-de-l'Isle dans l'Eure. Elle se situe dans le hameau de Pressagny-le-Val.

## Historique

### La Renaissance
Il s'agit d'une église construite en 1530 sous le règne du roi de France François Ier. Pressagny faisait sous l'ancien régime partie de la seigneurie de Vernon dont elle était une dépendance; elle doit son nom à la topographie, puisqu'elle était située en fond de vallée de la Seine.

### L'époque moderne
L'antependium (XVIIIe siècle) du maître autel est classé objet monument historique. On désigne sous le terme d'antependium une toile de lin protégeant l'autel et tissée à l'or fin, aussi appelé palus altaris.

## Architecture
Elle est une église d'un hameau ; ancien village avant son regroupement communal administratif avec Notre-Dame-de-l'Isle. Son clocher est pourvu d'une flèche polygonale.